# 7.º distrito electoral de Chile
El Distrito 7 del Servicio Electoral para el Congreso de la República de Chile corresponde a uno de los que tiene la circunscripción n.º 6 Valparaíso, la única de la región del mismo nombre que elige 5 senadores. El distrito elige 8 diputados.

## Comunas que incluye[2]
- Valparaíso
- Juan Fernández
- Isla de Pascua
- Viña del Mar
- Concón
- Algarrobo
- Cartagena
- Casablanca
- El Quisco
- El Tabo
- San Antonio
- Santo Domingo

Estas comunas antes se encontraban distribuidas  en los distritos 13 (Isla de Pascua, Juan Fernández y Valparaíso), 14 (Concón y Viña del Mar) y 15 (Algarrobo, Cartagena, Casablanca, El Quisco, El Tabo, San Antonio y Santo Domingo) de la circunscripción n.º 6 Valparaíso Costa, una de las dos (la otra era Valparaíso Cordillera) en que estaba dividida la Región de Valparaíso. 

## Representación
| 3 | 2 | 1 | 2 |

| 2 | 1 | 2 | 3 |

### Diputados
| Pactos y partidos políticos |
| --- |
| Chile Vamos La Fuerza de la Mayoría Convergencia Democrática Frente Amplio Chile Podemos + Partido Republicano Nuevo Pacto Social Apruebo Dignidad |

| Periodo | Diputado | Diputado                  | Diputado | Diputado | Diputado             | Diputado | Diputado | Diputado           | Diputado | Diputado                 | Diputado                | Diputado | Diputado                    | Diputado          | Diputado                 | Diputado | Diputado             | Diputado | Diputado | Diputado           | Diputado                        | Diputado | Diputado                | Diputado | Mandato                                 |
| ------- | -------- | ------------------------- | -------- | -------- | -------------------- | -------- | -------- | ------------------ | -------- | ------------------------ | ----------------------- | -------- | --------------------------- | ----------------- | ------------------------ | -------- | -------------------- | -------- | -------- | ------------------ | ------------------------------- | -------- | ----------------------- | -------- | --------------------------------------- |
| LV      |          | María José Hoffmann Opazo |          |          | Osvaldo Urrutia Soto |          |          | Andrés Celis Montt |          |                          | Rodrigo González Torres |          |                             | Marcelo Díaz Díaz |                          |          | Víctor Torres Jeldes |          |          | Jorge Brito Hasbún |                                 |          | Camila Rojas Valderrama |          | 11 de marzo de 2018-11 de marzo de 2022 |
| LVI     |          | Luis Sánchez Ossa         |          |          | Hotuiti Teao Drago   |          |          | Andrés Celis Montt |          | Tomás Lagomarsino Guzmán |                         |          | Tomás De Rementería Venegas |                   | Luis Cuello Peña y Lillo |          |                      |          |          | Jorge Brito Hasbún | 11 de marzo de 2022-En el cargo |          | Camila Rojas Valderrama |          |                                         |